# Rosellinia thelena
Rosellinia thelena är en svampart som först beskrevs av Elias Fries, och fick sitt nu gällande namn av Gottlob Ludwig Rabenhorst 1865. Rosellinia thelena ingår i släktet Rosellinia och familjen kolkärnsvampar.  Arten är reproducerande i Sverige. Inga underarter finns listade i Catalogue of Life.